# Rumbulamassakren
Rumbula massakren er en samlet betegnelse for hændelser på følgende to dage (30. november 1941 og 8. december 1941), hvor omkring 25.000 jøder under Holocaust blev dræbt i eller på vej til Rumbulaskoven nær Riga, Letland. Bortset fra Babi Yar massakren i Ukraine, var dette den største to-dages Holocaust forbrydelse indtil oprettelsen af dødslejrene. Omkring 24.000 af ofrene var lettiske jøder fra Rigas ghetto og cirka 1.000 tyske jøder transporteret til skoven med tog. Rumbulamassakren blev udført af den nazistiske Einsatzgruppe A og lettiske nazikollaboratører i Arajskommandoen, med støtte fra andre lettiske politienheder. Ansvarlig for massakren var SS-Obergruppenführer Friedrich Jeckeln, der tidligere havde overvåget lignende massakrer i Ukraine. Rudolf Lange, der senere deltog i Wannseekonferencen, deltog også i organiseringen af massakren. Nogle af anklagerne mod lettiske Herberts Cukurs er relateret til Arajskommandoens rydningen af Rigaghettoen i forbindelse med massakren. Rumbuladrabene, sammen med mange andre, dannede grundlag for Einsatzgrupperetsagerne under Nürnbergprocesseserne efter 2. verdenskrig, hvor en række Einsatzgruppeledere blev fundet skyldig i forbrydelser mod menneskeheden.

## Navn
Massakren er kendt under forskellige navne, herunder Den store aktion, og Rumbula aktionen, i Letland kaldes den Masu slepkavības Rumbulā. Maskren kaldes undertiden Jeckeln-aktionen efter lederen Friedrich Jeckeln ordet "aktion", blev brugt af nazisterne som en omskrivning for mord. Nazisterne omskrev officielt Rumbulamassakren som "skydeaktion" (Erschiessungsaktion). I retssagen mod Einsatzgruppeerne ved Nürnbergprocessen blev massakren blot beskrevet som "mordet på 10.600 jøder" den 30. november 1941.

## Beliggenhed
Rumbula er en del af et skov- og sumpområde på lettisk kendt som Vārnu mežs. I kanten af skovområdet lå den lille Rumbula-jernbanestation 12 km sydøst for Riga. Stedet, hvor massakren foregik, lå på en bakke omkring 250 m fra stationen mellem jernbanen og Riga-Daugavpils hovedvejen. Pladsen var temmelig åben og let tilgængeligt, men udsynet var blokeret af vegetation, alligevel kunne lyden af pistolskud høres både på jernbanestationen og fra hovedvejen. De nazistiske besættelsesmyndigheder gennemførte en række andre massakrer på den nordlige bred af Daugava i Rumbulas nærhed. Jorden var sandet og let at grave massegrave i. Mens de omkringliggende fyrreskov var sparsomme, var bevoksningen tæt i midten, hvor massakren fandt sted. Gåafstand via hovedvejen fra Rigaghettoen gjorde det nemt at bringe ofrene til Rumbula, ligesom det var nemt for morderne og deres tropper at tage toget fra Riga.

## Ti kilometers march til massegravene
Den første kolonne af mennesker, ledsaget af omkring 50 vagter, forlod ghettoen den 30. november 1941 kl. 6 om morgenen. Den dag var lufttemperaturer i Riga -7,5 °C, kl. 7, -1,1 °C kl. 9 og 1,9 °C kl. 9 om aftenen. Den foregående aften havde det været snevejr, og der lå henved 7 cm sne om morgenen, men der faldt ingen sne den 30. november mellem 7 og 9 om aftenen. Folk kunne ikke holde det tempo vagterne krævede og kolonnen blev længere og længere. Vagterne skød de, der faldt ud af kolonnen eller stoppede for at hvile på den 10 km lange marchtur. Da de tyske vagter blev retsforfulgt for krigsforbrydelser efter krigen hævdede de, at det var letterne, der udførte de fleste drab. I Letland var der imidlertid historier om lettiske politifolk, der nægtede at udføre ordrerne om at skyde folk.
Få overlevede massakren, blandt andet pigen Frieda, der brugte forvirringen i skoven til at glide ned i en af massegravene og foregive at være død. Hun overlevede krigen og udgav senere en bog med den russiske titel "Я пережила румбулу", dansk: Jeg overlevede Rumbula, der blev oversat til engelsk og udgivet af United States Holocaust Memorial Museum. Hun beskriver marchen i bogen:

## Ankomst til Rumbula og massemordet
Den første kolonne ankom til Rumbula omkring kl. omkring kl. 9 d. 30. november. Før de kom ind i skoven, blev jøderne beordret til at klæde sig af og lægge deres tøj og værdigenstande i forskellige kasser, sko i en, frakker i en anden og så videre. De blev derefter sendt hen gravene. Hvis for mange ankom på en gang til straks at blive skudt, måtte de vente i den nærliggende skov, indtil det blev deres tur. Da bunkerne af tøj blev for store, læssede medlemmer af Arajskommandoen kasserne i lastbiler, der skulle transportere det tilbage til Riga. Afklædningsområdet blev nøje overvåget af vagterne, fordi her var pause i det transportbåndslignende system, hvor uroligheder kunne opstå.
Folk blev efterfølgen tvunget til at marchere ned ad ramper til gravene i koloner ti ad gangen, ovenpå de tidligere ofre, hvoraf mange stadig var i live. Nogle græd, andre bad og fremsagde Toraen. Handicappede og ældre blev hjulpet ned i massegravene af andre stærkere ofre.
Skyderiet fortsatte til efter solnedgang i tusmørket, sandsynligvis til omkring 5 om aftenen, efter mørket var faldt på. (Der er uoverensstemmelse i dokumentationen om, hvornår skyderiet ophørte. En kilde oplyser at skyderiet fortsat ind på aften.) Præcisionen i skydningen kan være blevet forringet af tusmørket, Nazipolitichefen Karl Heise, der i løbet af dagen var taget frem og tilbage mellem Riga og skoven, blev ramt i øjet af en rikochetterende kugle. Jeckeln selv beskrev Rumbula ved retssagen mod ham i 1946:

Skytterne fyrede fra kanten af de mindre grave. Ved de større huller gik de ned i gravene blandt de døende og døde for at kunne skyde det næste lag af ofre. Kaptajn af reserven Otto Schulz-Du Bois ved de tyske ingeniørtroper var i området på inspektionsopgaver, da han hørte "vedvarende rapporter om skyderi". Schulz-Du Bois standsede for at undersøge hvad der skete, og fordi sikkerheden var dårlig, var han i stand til at observere mordene. Et par måneder senere beskrev han, hvad han så til venner i Tyskland, som i 1980 rapporterede, hvad Schulz-Du Bois havde fortalt dem:

## Officielle vidner
Jeckeln krævede at højtstående nazister overværede "skydeaktionen" (læs: Rumbulamassakren). Jeckeln selv stod på toppen af gravene og var personligt leder af skytterne. Reichskommissar for Ostland, Hinrich Lohse, var der, i det mindste for en tid. Dr. Otto Heinrich Drechsler, den territoriale kommissær ( Gebietskommissar) for Letland kan have været til stede. Roberts Osis, chefen for den lettiske kollaboratørmilits ( Schutzmannshaft) var til stede det meste af tiden. Viktors Arajs, der var beruset, havde tilsyn med letterne mænd i Arajskommandoen meget tæt på masegravene, der bevogtede og tvang ofrene ned i massegravene.

### Senere mord og fjernelse af lig i ghettoen
Karl Heise kom tilbage fra til Rigaghettoen ved 13-tiden og opdagede at omkring 20 jøder, der havde været for syge til at marchere til Rumbula var blevet bragt til hospitalet. Heise beordrede at de straks skulle bringes ud på gaden og skydes. De der stod for nedskydning af patienterne var medlemmer af Schutzpolizei, blandt andre Hesfer, Otto Tuchel, og Neuman. Der var stadig hundredvis af lig tilbage på gaderne i ghettoen fra morgenens rydning. Ikke alle, som var blevet skudt ned i gaderne, var døde. De, der stadig var i live, blev skudt af Arajskommandoen. En gruppe af raske jøder blev udkommanderet til at samle ligene og fragte dem til den jødiske kirkegård på slæder, trillebøre og hestevogne. Der blev ikke gravet individuelle grave på kirkegården. I stedet brugte nazisterne dynamit til at sprænge et stort krater i jorden, hvor de døde blev dumpet uden ceremoni.

### Ved massegravene efter den første dag
Ved udgangen af den første dag var omkring 13.000 mennesker blevet skudt, men ikke alle var døde. Kaufman rapporterede at "jorden stadig bevægede i lang tid på grund af de mange halvdøde mennesker". Sårede, nøgne mennesker vandrede omkring og søgte hjælp så sent som kl. 11 dagen efter uden at få nogen. Med ordene fra professor Ezergailis:
Ifølge historiker Bernard Press, der selv var overlevede Holocaust i Letland:

## Reaktionen blandt de overlevende
Ghettoen var en massemordsscene efter afgangen af kolonnerne den 30. november, som Kaufmann beskrevet:
Blodet bogstaveligt løb i rendestenen. Frida Michelson, et øjenvidne, skrev, at den næste dag, den 1. december var der stadig pytter af frosset blod på gaden.
Om søndage blev mændene i den nyoprettede lille ghetto sendt ud til de arbejdssteder, hvor de havde været dagen før. På vejen så de kolonnerne, der var opstillet for at marchere til Rumbula, og de hørte gråd, skrig og skydning, men forstod ikke i detaljer, hvad der foregik. Mændene bad nogle af de tyske soldater, de kendte, om at gå til ghettoen for at se, hvad der skete. Soldaterne gik, men kunne ikke få adgang til ghettoen. Fra afstand kunne de dog se "mange forfærdelige ting" De fortalte om forholdene til jøderne i arbejdsdelingen, som bad dem om tidligt at blive fritaget fra arbejde for at se til deres familier. Ved 14-tiden blev anmodningen imødekommet, i det mindste for et par af mændene, som vendte tilbage til ghettoen. De fandt gaderne overstrøet med ting, som de blev beordret til at indsamle og aflevere i vagthuset. De fandt også en lille bylt, der viste sig at være et levende barn, en baby i alderen omkring fire uger. En lettisk vagt tog barnet. Kaufmann tror barnets død var afgjort.

## Mordene den 8. december
Jeckeln synes at have ønsket at fortsætte mordene den 1. december, men gjorde det ikke. Professor Ezergailis mener, at Jeckeln kan have været generet af andre problemer, f.eks. jødernes modstand i Riga. Under alle omstændigheder blev myrderierne ikke genoptaget før mandag den 8. december. Ifølge professor Ezergailis, blev 300 jøder denne gang myrdet i forbindelse med rydningen af ghettoen. En anden kilde oplyser, at brutaliteten i ghettoen var værre den 8. december end den 30. november.